# Staffetta 4×100 metri
La staffetta 4×100 metri è una specialità sia maschile che femminile dell'atletica leggera, nella quale gli atleti competono in squadre di quattro elementi (detti frazionisti), che si succedono sulla medesima corsia per completare i 400 metri della pista, percorrendo ciascuno circa 100 metri.
Le corsie 4 e 5 vengono sempre utilizzate, anche in una gara con due squadre. Per compensare i differenti raggi di curvatura delle diverse corsie, gli atleti si dispongono alla partenza in posizioni a scalare, come avviene nei 400 metri piani.
Come in tutte le staffette dell'atletica leggera, gli atleti di ogni squadra devono darsi il cambio passandosi un testimone secondo determinate regole. In particolare, il passaggio del testimone deve avvenire all'interno di una porzione di pista delimitata, detta "zona di cambio". Le zone di cambio sono tre, poste in prossimità delle tangenti B, C e D.

## Il cambio

### La zona di cambio
Il passaggio del testimone deve avvenire nella prescritta zona di cambio, la quale ha una lunghezza di 30 metri, pena la squalifica della squadra. L'atleta che deve ricevere il testimone si pone in attesa all'inizio della zona di cambio.
In precedenza la porzione di pista tra la zona di cambio e il punto di partenza dell'atleta era detta "zona di precambio", e in quest'area non era consentito il passaggio del testimone. Questo spazio consentiva all'atleta che doveva ricevere il testimone di accelerare, in modo da entrare in zona cambio ad una velocità simile a quella del compagno portatore. A partire dal 1º novembre 2017 la zona di cambio è stata estesa a 30 metri, eliminando la "zona di precambio".

### Svolgimento del cambio
L'atleta che riceve il testimone (atleta 2) si posiziona sulla linea del precambio aspettando il compagno con il testimone (atleta 1). Appena l'atleta 1 arriva ad un punto di riferimento, misurato precedentemente dall'atleta 2, posto alla distanza di 15-20 piedi dalla linea di precambio, l'atleta 2 inizia la sua corsa, durante la quale non dovrà voltarsi per guardare il compagno arrivare, ma correrà normalmente come in una gara individuale.
L'atleta 1 avrà l'onere di comandare il cambio impartendo gli opportuni ordini all'atleta 2. I possibili ordini sono principalmente:
- hop: quando l'atleta griderà hop l'atleta 2 allungherà il braccio per ricevere il testimone.
- hop più lungo: ordine di rallentare all'atleta 2 perché l'atleta 1 non riesce ad arrivare ad una distanza sufficiente per il passaggio prima della fine della zona di cambio.

Il cambio si conclude con il passaggio di mano del testimone dall'atleta 1 all'atleta 2. Se il testimone cade è recuperabile ma bisogna aspettare che tutti i frazionisti siano davanti a colui che lo ha fatto cadere.

## Storia

### Dagli esordi al primo record mondiale ufficiale
Se sul continente europeo il sistema metrico è quello quasi esclusivamente utilizzato (4×100 m, ovvero un giro di pista di 400 m), dove è ancora utilizzato il sistema imperiale (Regno Unito, Stati Uniti e Australia, principalmente) la staffetta veloce era piuttosto corsa sulla distanza di 4 × 110 iarde, per un totale di 402,34 m, e questo, fino alla fine degli anni '60. La pista dello Hayward Field fu ridotta a 400 m solo nel 1987.
Paradossalmente, la prima volta corsa riconosciuta come certa, senza però essere un record mondiale ufficiale, risale al 1897, poco dopo la creazione, l'8 maggio, della Česká amatérská atletická unie (ČAAU). Il 26 giugno di quell'anno, durante il Vº incontro dello Sparta a Praga, la squadra organizzatrice, l'AC Sparta Praha, vinse sul MAC Budapest, in 48 secondi 1/5. A differenza della staffetta "lunga" 4×400 m, le cui origini sono chiaramente americane, perché deriva dalla 4×440 iarde, la staffetta 4×100 m è dunque di origine europea. Gli scandinavi, in particolare, hanno imposto nei programmi questa nuova specialità, nella speranza di potervi svolgere un ruolo determinante.
Prima della prima guerra mondiale, questo periodo di fondazione della staffetta fu gradualmente migliorato da varie squadre tedesche o svedesi (come l'AIK Stoccolma), fino alle semifinali dei Giochi di Stoccolma (1912) dove questo evento fece la sua comparsa olimpica:
- nella 1ª semifinale, la squadra della Gran Bretagna (composta da David Jacobs, Henry Macintosh, Victor d'Arcy e William Applegarth) raggiunse per la prima volta 43 secondi 0 decimi (43 s), dietro gli americani che erano arrivati in 42 secondi 5, ma che furono squalificati per passaggio di testimone fuori zona;
- nella seconda semifinale, la squadra svedese (Ivan Möller, Charles Luther, Ture Person e Knut Lindberg) ha portato questo record a 42 s 5, davanti all'Ungheria in 42 s 9.

Queste due corse non sono state riconosciute dalla IAAF come i primi record mondiali, nonostante la loro natura ufficiale. Il primo record mondiale ufficialmente riconosciuto per la staffetta veloce è quello della squadra tedesca, che lo stesso 8 luglio 1912, durante la 3ª semifinale, corre in 42 secondi 3 decimi. Il team era composto da Otto Röhr, Max Herrmann, Erwin Kern e Richard Rau. In finale la Gran Bretagna, pur essendo arrivata nuovamente seconda, dietro ai favoriti e ai nuovi primatisti mondiali, ha comunque conquistato la medaglia d'oro, per colpa del testimone tedesco perso. La Svezia è seconda in 42 s 6. La medaglia di bronzo non viene assegnata, perché vengono declassati anche gli americani, ancora goffi nella trasmissione del testimone. Il record dei tedeschi in semifinale (42"3) rimarrà il miglior risultato dell'anno. Nel 1913 verrà riconosciuto dalla neonata IAAF come primo record del mondo ufficiale della specialità.
Dopo questa prima prova olimpica, oltre alla staffetta 4×400 m, la staffetta 4×100 m si è affermata come una classica manifestazione olimpica e rimarrà sempre in programma, prima maschile, poi estesa alle donne. Le due staffette subiscono poche trasformazioni nel tempo. Tuttavia, dal 1926, il tedoforo deve rimanere nella zona di trasmissione del testimone, che è lunga 20 m. Fu solo nel 1963 che le regole furono allentate: una zona di rincorsa di 10 m, prima di questa zona, gli permetteva di affrontare meglio la rincorsa.

### Verso i 40 secondi
Ai successivi Giochi olimpici, ad Anversa nel 1920, su una pista di 389,80 m, gli americani raggiunsero la finale e vinsero la medaglia d'oro con il loro primo record mondiale, salito a 42 un quinto di secondo (42 1/5), davanti alla Francia, Svezia e Gran Bretagna: Charlie Paddock, Jackson Scholz, Loren Murchison e Morris Kirksey diventano campioni olimpici.
Allo stadio Colombes nel 1924, su una pista di 500 m, in una competizione resa celebre dal film Chariots of Fire, vinse la Gran Bretagna, con un nuovo record mondiale innalzato nelle batterie a 42 secondi esatti: Harold Abrahams, Walter Rangeley, Lancelot Royle e Wilfred Nichol. Questo record è eguagliato dall'Olanda nella terza serie, poi battuta ancora nella sesta serie dagli americani, in 41 1/5 s, e a 41 s precisi nella semifinale del giorno successivo (ma questa volta non omologato, con gli Stati Uniti che battono ancora quei tempi il giorno successivo). Il record mondiale americano sarà di 41 s (elettrico) davanti a Gran Bretagna (41 s 2) e Paesi Bassi (41 s 8), il 13 luglio 1924.
Questo record sarà infatti migliorato, allo stesso tempo di 41 s precisi, ma di oltre 4 × 110 yard (quindi su una distanza leggermente maggiore) dal club di Newark A.C. nel 1927. L'anno successivo fu la volta dell'Eintracht Frankfurt a pari quel tempo nella 4×100 m di Halle, mentre alle Olimpiadi di Amsterdam è toccato agli americani mantenere il titolo e eguagliare quel tempo con Frank Wykoff, James Quinn, Charles Borah e Henry Russell, davanti alla Germania (41 s 1 /5), Gran Bretagna (41 s 4/5) e Francia (42 s). Ma è stata la Germania, lo stesso anno, a settembre, a scendere prima sotto i 41 secondi, in 40 secondi 8, in una partita internazionale contro la Francia (41 secondi 8).
Nel 1932, dopo un record tedesco di 40 secondi 6 a Kassel, furono ancora una volta gli americani a raggiungere il limite simbolico di 40 secondi netti, durante i Giochi Olimpici di Los Angeles. La finale è stata vinta da una staffetta composta da Robert Kiesel, Emmett Toppino, Hector Dyer e ancora Frank Wykoff, davanti a Germania (40 s 9) e Italia (41 s 2).

### Verso i 39 secondi
Per le Olimpiadi di Berlino è ovviamente a Jesse Owens, primo tedoforo, che si devono i primi 40 s di serie (davanti all'Italia), poi i primi meno di 40 s, in 39 s 8, davanti alla stessa Italia (41 1) e Germania (41s 2), con un distacco di oltre dieci metri sugli inseguitori. La squadra è composta oltre a Ralph Metcalfe, Foy Draper e ancora una volta Frank Wykoff. Di questa gara è stato pubblicato solo il fotofinish decidendo tra il secondo ed il terzo posto.
Bisognava poi attendere i Giochi di Melbourne del 1956, cioè vent'anni dopo, per vedere migliorato questo record mondiale dagli americani (39 s 5, in realtà un elettrico 39 s 60), davanti all'Unione Sovietica (39 s 8) e Germania Ovest (40 s 3) come l'Italia, quarta. Questo record è stato eguagliato dalla Repubblica federale di Germania a Colonia due anni dopo.
A Roma, nel 1960, la stessa Germania Ovest eguagliò due volte questo record mondiale, con una squadra composta da Bernd Cullmann, Armin Hary, Walter Mahlendorf e Martin Lauer, davanti a URSS (40 s 1), Gran Bretagna (40 s 2) e l'Italia (stessa ora). È anche la prima volta che l'uomo più veloce viene piazzato nel secondo stint che è generalmente il più lungo dei quattro. Durante questa gara gli americani, arrivati per primi, sono stati poi squalificati per aver passato il testimone fuori zona, mentre gli inglesi con lo stesso errore non sono stati sanzionati dai giudici.
Questo record mondiale fu finalmente migliorato a Mosca il 15 luglio 1961: durante una partita internazionale americano-sovietica allo stadio Lenin, la prima squadra tutta nera, composta da Hayes Jones, Francis Budd, Charles Frazier e Paul Drayton, si avvicinò a 39 secondi, in 39 secondi 1, davanti ai sovietici anche al di sotto del vecchio record, in 39 secondi 4.
Ma uno dei grandi momenti della staffetta si svolse a Tokyo durante i Giochi del 1964, su una pista di cenere per l'ultima volta: ancora una volta gli americani vinsero in 39 secondi (in realtà il tempo rilevato elettronicamente dà ben 39 s 06 più esatti), davanti a Polonia e Francia contemporaneamente (39 s 36), registrato a 39 s 3, e Giamaica il cui nome compare per la prima volta (39 s 49). La squadra è composta da Paul Drayton, Gerald Ashworth, Richard Stebbins e Bob Hayes, che era indietro di sei metri al momento della consegna. Il francese Jocelyn Delecour si avvicina a Drayton alla fine dello stint e gli fa notare “tutto quello che avete è Hayes”. Drayton risponde "that's all we need", è tutto ciò di cui abbiamo bisogno. Nel 1988, Hayes disse allo statistico Richard Hymans che questa era sicuramente la gara in cui aveva corso più veloce di qualsiasi altra nella sua vita. “Sarei corso intorno ai 9.80 sulle superfici di oggi”.

### Sul tartan e fine del cronometraggio manuale
Questo primato è battuto dalla University of Southern California a Provo nel 1967: 38 secondi 6 su 4 × 110 iarde. È una squadra mista che include anche il giamaicano Lennox Miller. L'anno successivo, ai Giochi del Messico su pista sintetica e in quota, lo stesso Miller con la sua nazionale regalava per la prima volta alla Giamaica il record del mondo, prima eguagliandolo a 38 s 6 nella seconda serie (38 s 65 di vantaggio di Francia, 39 s 03), per poi raggiungere 38 s 3 (38 s 39) lo stesso giorno nella semifinale contro la Germania dell'Est (38 s 72). La squadra è composta da Errol Stewart, Michael Fray, Clifton Forbes e con Miller come ultimo tedoforo. Ma questi record dureranno solo per un giorno, poiché gli americani Charles Greene, Melvin Pender, Ronnie Ray Smith e Jim Hines portano il record del mondo a 38 secondi 2 (38 secondi 24), davanti a Cuba (38 secondi 40), Francia (38 s 43, record europeo), Giamaica (38 s 47), RDT (38 s 66), FRG (38 s 76), Italia (39 s 22) e Polonia (39 s 22).
Questo tempo di 38 s 2 sarà eguagliato solo a Monaco nel 1972 su una pista anche in tartan, ma in realtà questo nuovo tempo sarà anche il primo vero record elettronico, in 38 s 19 (arrotondato a 38 s 2), con una squadra composta da Larry Black, Robert Taylor, Gerald Tinker ed Eddie Hart, davanti all'URSS (38 s 50, tra cui Jurij Silov e Valerij Borzov) e la FRG (38 s 79).

### I primi tempi automatici
Durante il Congresso della IAAF di Montréal del 1976, si decise che d'ora in poi le gare svolte su distanze imperiali, con la sola eccezione del miglio (Mile), non consentivano più di ottenere record mondiali. È stato inoltre deciso che dal 1º gennaio 1977 verranno riconosciuti come record solo quelli ottenuti con un tempo misurato elettronicamente. Retroattivamente, il primo record mondiale con il nuovo regolamento diventa quello dei Giochi di Monaco, in 38 s 19, anche se la primissima misurazione automatica risale ai Giochi di Los Angeles del 1932 (41 s 22 dalla Germania, tempo ottenuto durante la 1ª serie della staffetta; 40 s 61 poi 40 s 10 dagli Stati Uniti, arrotondato a 40 s 0).
Durante le Olimpiadi del 1976 il record del 1972 non fu battuto, nonostante il nuovo tracciato della casa Mondo che migliorò notevolmente il vecchio tartan. Gli Stati Uniti vinsero ancora una volta la competizione con l'ottimo tempo di 38 s 33 (Harvey Glance, John Wesley Jones, Millard Hampton e Steve Riddick), davanti alla Repubblica Democratica Tedesca (Manfred Kokot, Jörg Pfeifer, Klaus-Dieter Kurrat e Alexander Thieme) (38 s 66) e l'Unione Sovietica (Aleksandr Aksinin, Nikolaj Kolesnikov, Jurij Silov e Valerij Borzov) (38 s 78).
Questo record elettronico è stato battuto, dopo cinque anni, durante la Coppa del mondo di Düsseldorf, il 3 settembre 1977, al Rheinstadion: gli americani William Collins, Steve Riddick, Cliff Wiley e Steve Williams hanno vinto l'evento in 38 s 03, davanti alla RDT 38 s 57 e la squadra delle Americhe in 38 s 66.
Alle Olimpiadi di Mosca del 1980 vinsero i sovietici, approfittando in particolare del boicottaggio americano: Vladimir Muravyov, Nikolay Sidorov, Andrej Prokofiev (un corridore sui 110 ostacoli) e Aleksandr Aksiniin vinsero in 38 e 26, davanti alla Polonia, Zenon Licznerski, Leszek Dunecki, Marian Woronin e Krzysztof Zwoliński (38 s 33), e la Francia, Patrick Barré, Pascal Barré, Hermann Panzo e Antoine Richard (38 s 53). L'Italia, forte di Pietro Mennea, non può presentare una staffetta a causa del boicottaggio degli atleti italiani in stato militare.

### Meno di 38 secondi
Bisognerà poi attendere i primi mondiali di Helsinki, il 10 agosto 1983, per vedere finalmente una staffetta scendere sotto i 38 secondi, grazie ad una gara vinta dagli americani Emmit King, Willie Gault, Calvin Smith e Carl Lewis: 37 86 secondi, nell'ex Stadio Olimpico del 1952, davanti all'italiano Pietro Mennea (38 s 37, record italiano che durerà ancora 27 anni dopo) e all'URSS (38 s 41). Ma questo record mondiale sarebbe di breve durata: a Los Angeles ai Giochi successivi, la staffetta americana, composta dai due nuovi frazionisti Sam Graddy e Ronald Brown ma coi medagliati individuali Calvin Smith e Carl Lewis, nello stesso ordine di Helsinki, raggiunse 37 s 83, questa volta davanti a Giamaica (38 s 62, Al Lawrence, Greg Meghoo, Don Quarrie, Ray Stewart), Canada (38 s 70), Italia (38 s 87) e Germania Ovest (38 s 99). La Francia, 8° a Helsinki in 38 secondi 98, è passata al 6º posto in 39 secondi 10 a Los Angeles.
Ai mondiali di Roma del 1987 la squadra americana vinse, ma di poco, sui sovietici: in 37''90 Lee McRae, Lee McNeill, Harvey Glance e Carl Lewis precedettero di 12/100 l'URSS di Aleksandr Yevgenyev, Viktor Bryzgin, Vladimir Muravyov e Vladimir Krylov che con 38 s 02 hanno battuto il record europeo. La terza classificata in 38.41 è la Giamaica, con John Mair, Andrew Smith, Clive Wright e Ray Stewart.
Nel 1988, non essendo giunti in finale gli americani, la Francia ottenne la medaglia di bronzo a Seoul, in 38 s 40, dietro all'Unione Sovietica (Viktor Bryzgin, Vladimir Krylov, Vladimir Muravyov, Vitaliy Savin (38 s 19) e il Regno Unito (Elliot Bunney, John Regis, Mike McFarlane, Linford Christie) (38 s 28). La staffetta francese era allora composta da Bruno Marie-Rose, Daniel Sangouma, Gilles Quénéhervé e Max Morinière. Eppure due anni dopo, con sorpresa di tutti, furono ancora i francesi Max Morinière, Daniel Sangouma, Jean-Charles Trouabal e Bruno Marie-Rose a trionfare, diventando i primi europei a battere un record mondiale dal 1932. Nello stadio Poljud di Spalato, durante i XV Campionati d'Europa, riuscirono a correre in 37 s 79 il 1º settembre 1990. Gli inglesi (Darren Braithwaite, John Regis, Marcus Adam e Linford Christie) arrivarono secondi in 37 s 98. Gli italiani, terzi, hanno quasi eguagliato il loro record, in 38 s 39.
Questo record non durerà nemmeno un anno. Il 3 agosto 1991, durante il meeting Herculis di Monaco, allo stadio Louis-II, il "Santa Monica Track Club" (SMTC), interamente americano e composto da Mike Marsh, Leroy Burrell, Floyd Heard e sempre Carl Lewis, eguaglia questo record in 37 s 79, battendo l'Italia (39 s 06) e l'URSS (39 s 36). La Francia salta la staffetta e non finisce la gara. Quattro giorni dopo, a Zurigo, durante la Weltklasse, gli stessi tedofori americani, tranne Floyd Heard sostituito da Dennis Mitchell, portano il record del mondo a 37 s 67, davanti alla Francia (stessa staffetta di Spalato), 38 s 39, e Gran Bretagna, 38 s 64.

### Meno di 37 secondi 50
Il primato sarà migliorato lo stesso anno ai Mondiali di Tokyo, con 37 s 50, questa volta con Andre Cason come primo frazionista come unico cambio da Zurigo. Già in semifinale, la staffetta americana ha ottenuto il tempo di 37''75, il miglior tempo mai realizzato al di fuori di una finale. La Francia è ancora seconda in 37"87, al di sotto del precedente record mondiale (e sempre con la stessa squadra di Spalato), la Gran Bretagna in 38"09 secondi (Tony Jarrett, John Regis, Darren Braithwaite e Linford Christie), la Nigeria, record africano in 38 s 43, Italia in 38 s 52 e Giamaica in 38 s 67.
Questo record mondiale, per quanto eccezionale, sarà rapidamente battuto. Durante i Giochi Olimpici di Barcellona, allo stadio Montjuic, l'8 agosto 1992, con la stessa squadra in cui Mike Marsh ha preso il posto di Andre Cason, Carl Lewis ha tagliato il traguardo in 37 s 40, dopo aver corso i suoi 100 m lanciati in 8 s 85, davanti a Nigeria (37 s 98) e Cuba (38 s 00). Questo record è stato eguagliato da un'altra squadra americana in semifinale ai Mondiali di Stoccarda, stadio Gottlieb-Daimler, il 21 agosto 1993: Jon Drummond, Andre Cason, Dennis Mitchell e Leroy Burrell, senza Carl Lewis. Gli inglesi, invece, hanno battuto di 2/100 il record europeo dei francesi in 37"77 (Colin Jackson, Jarrett, Regis e Christie).
Ai Mondiali di Göteborg nel 1995, il record dell'Oceania è stato battuto in semifinale dagli australiani in 38.17 (Paul Henderson, Tim Jackson, Steve Brimacombe e Damien Marsh). Ma sono stati i canadesi a vincere in finale in 38.31 (Donovan Bailey, Robert Esmie, Glenroy Gilbert, Bruny Surin) davanti a Australia (38.50) e Italia (39.07).
Ai Giochi Olimpici di Atlanta, sono stati gli stessi canadesi, con 37 s 69, il miglior tempo ottenuto da una squadra diversa da quella degli Stati Uniti, a vincere, in un ordine leggermente diverso: Robert Esmie, Glenroy Gilbert, Bruny Surin e Donovan Bailey posero fine all'egemonia americana senza che questi venissero squalificati. In effetti, Jon Drummond, Tim Harden, Mike Marsh e Dennis Mitchell sono nettamente battuti in 38 s 05, davanti ai brasiliani, terzi, Arnaldo da Silva, Robson da Silva, Édson Ribeiro e André Domingos in 38 s 41.
Durante i Mondiali del 1997 ad Atene, l'anno successivo, il record africano fu battuto in semifinale dalla Nigeria in 37''94 (Osmond Ezinwa, Olapade Adeniken, Francis Obikwelu e Davidson Ezinwa). Ma sono stati i canadesi, sulla scia del titolo olimpico, a conquistare la medaglia d'oro con 37"86 (Robert Esmie, Glenroy Gilbert, Bruny Surin, Donovan Bailey). I britannici sono terzi in 38"14.

## Record

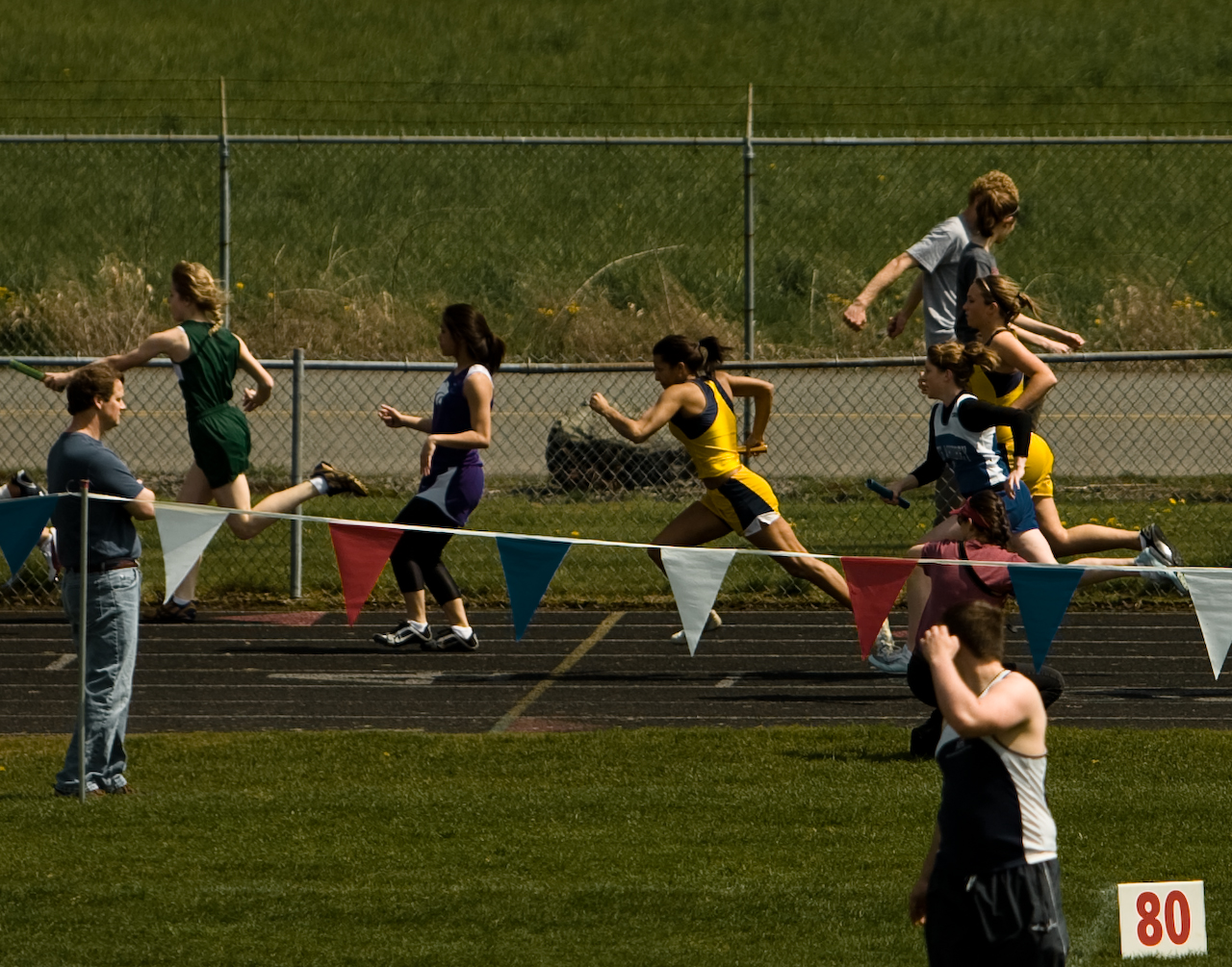
Una fase di gara della staffetta 4×100 m

Il record mondiale della staffetta 4×100 metri è detenuto, con 36"84, dalla Nazionale giamaicana (composta da Nesta Carter, Michael Frater, Yohan Blake e Usain Bolt), primato stabilito l'11 agosto ai Giochi olimpici di Londra 2012. Il record femminile è invece detenuto dalla Nazionale statunitense (composta da Tianna Bartoletta, Allyson Felix, Bianca Knight e Carmelita Jeter) con il tempo di 40"82, stabilito il 10 agosto 2012 durante la stessa edizione dei Giochi olimpici.

### Maschili
Statistiche aggiornate al 28 febbraio 2021.
|                             | Tempo | Atleta        | Luogo    | Data           |
| --------------------------- | ----- | ------------- | -------- | -------------- |
| Record mondiale             | 36"84 | Giamaica      | Londra   | 11 agosto 2012 |
| Record olimpico             | 36"84 | Giamaica      | Londra   | 11 agosto 2012 |
| Record africano             | 37"65 | Sudafrica     | Doha     | 4 ottobre 2019 |
| Record asiatico             | 37"43 | Giappone      | Doha     | 5 ottobre 2019 |
| Record europeo              | 37"36 | Gran Bretagna | Doha     | 5 ottobre 2019 |
| Record nord-centroamericano | 36"84 | Giamaica      | Londra   | 11 agosto 2012 |
| Record oceaniano            | 38"17 | Australia     | Göteborg | 12 agosto 1995 |
| Record oceaniano            | 38"17 | Australia     | Londra   | 10 agosto 2012 |
| Record sudamericano         | 37"72 | Brasile       | Doha     | 5 ottobre 2019 |
| Record nazionale            | 37"50 | Italia        | Tokyo    | 6 agosto 2021  |

### Femminili
Statistiche aggiornate al 7 agosto 2022.
|                             | Tempo | Atleta                  | Luogo       | Data            |
| --------------------------- | ----- | ----------------------- | ----------- | --------------- |
| Record mondiale             | 40"82 | Stati Uniti             | Londra      | 10 agosto 2012  |
| Record olimpico             | 40"82 | Stati Uniti             | Londra      | 10 agosto 2012  |
| Record africano             | 42"10 | Nigeria                 | Birmingham  | 7 agosto 2022   |
| Record asiatico             | 42"23 | Rappresentativa Sichuan | Shanghai    | 23 ottobre 1997 |
| Record europeo              | 41"37 | Germania Est            | Canberra    | 6 ottobre 1985  |
| Record nord-centroamericano | 40"82 | Stati Uniti             | Londra      | 10 agosto 2012  |
| Record oceaniano            | 42"99 | Australia               | Pietersburg | 18 marzo 2000   |
| Record sudamericano         | 42"29 | Brasile                 | Mosca       | 18 agosto 2013  |
| Record nazionale            | 42"14 | Italia                  | Budapest    | 25 agosto 2023  |

Legenda:
: record mondiale
: record olimpico
: record africano
: record asiatico
: record europeo
: record nord-centroamericano e caraibico
: record oceaniano
: record sudamericano
: record italiano

## Migliori prestazioni

### Maschili
Statistiche aggiornate al 30 agosto 2023.
|    | Tempo | Atleta        | Luogo          | Data             |
| -- | ----- | ------------- | -------------- | ---------------- |
| 1. | 36"84 | Giamaica      | Londra         | 11 agosto 2012   |
| 2. | 37"04 | Giamaica      | Taegu          | 4 settembre 2011 |
| 3. | 37"10 | Stati Uniti   | Doha           | 5 ottobre 2019   |
| 4. | 37"27 | Giamaica      | Rio de Janeiro | 19 agosto 2016   |
| 5. | 37"31 | Giamaica      | Berlino        | 22 agosto 2009   |
| 6. | 37"36 | Giamaica      | Mosca          | 18 agosto 2013   |
| 6. | 37"36 | Giamaica      | Pechino        | 29 agosto 2015   |
| 6. | 37"36 | Gran Bretagna | Doha           | 5 ottobre 2019   |
| 9. | 37"38 | Stati Uniti   | Nassau         | 2 maggio 2015    |
| 9. | 37"38 | Stati Uniti   | Budapest       | 26 agosto 2023   |

### Femminili
Statistiche aggiornate al 30 agosto 2023.
|     | Tempo | Atleta      | Luogo          | Data           |
| --- | ----- | ----------- | -------------- | -------------- |
| 1.  | 40"82 | Stati Uniti | Londra         | 10 agosto 2012 |
| 2.  | 41"01 | Stati Uniti | Rio de Janeiro | 19 agosto 2016 |
| 3.  | 41"02 | Giamaica    | Tokyo          | 6 agosto 2021  |
| 4.  | 41"03 | Stati Uniti | Budapest       | 26 agosto 2023 |
| 5.  | 41"07 | Giamaica    | Pechino        | 29 agosto 2015 |
| 6.  | 41"14 | Stati Uniti | Eugene         | 23 luglio 2022 |
| 7.  | 41"18 | Giamaica    | Eugene         | 23 luglio 2022 |
| 8.  | 41"21 | Giamaica    | Budapest       | 26 agosto 2023 |
| 9.  | 41"29 | Giamaica    | Mosca          | 18 agosto 2013 |
| 10. | 41"36 | Giamaica    | Rio de Janeiro | 19 agosto 2016 |

## Migliori nazioni
Sono considerate solo le squadre nazionali

### Maschili
Statistiche aggiornate al 30 agosto 2023.
|     | Tempo | Atleta            | Luogo   | Data             |
| --- | ----- | ----------------- | ------- | ---------------- |
| 1.  | 36"84 | Giamaica          | Londra  | 11 agosto 2012   |
| 2.  | 37"10 | Stati Uniti       | Doha    | 5 ottobre 2019   |
| 3.  | 37"36 | Gran Bretagna     | Doha    | 5 ottobre 2019   |
| 4.  | 37"43 | Giappone          | Doha    | 5 ottobre 2019   |
| 5.  | 37"48 | Canada            | Eugene  | 23 luglio 2022   |
| 6.  | 37"50 | Italia            | Tokyo   | 6 agosto 2021    |
| 7.  | 37"62 | Trinidad e Tobago | Berlino | 22 agosto 2009   |
| 8.  | 37"65 | Sudafrica         | Doha    | 4 ottobre 2019   |
| 9.  | 37"72 | Brasile           | Londra  | 27 luglio 2013   |
| 10. | 37"79 | Francia           | Spalato | 1 settembre 1990 |
| 10. | 37"79 | Cina              | Doha    | 4 ottobre 2019   |

### Femminili
Statistiche aggiornate al 30 agosto 2023.
|     | Tempo | Atleta           | Luogo     | Data           |
| --- | ----- | ---------------- | --------- | -------------- |
| 1.  | 40"82 | Stati Uniti      | Londra    | 10 agosto 2012 |
| 2.  | 41"02 | Giamaica         | Tokyo     | 6 agosto 2021  |
| 3.  | 41"37 | Germania Est     | Canberra  | 6 ottobre 1985 |
| 4.  | 41"49 | Russia           | Stoccarda | 22 agosto 1993 |
| 5.  | 41"55 | Regno Unito      | Tokyo     | 5 agosto 2021  |
| 6.  | 41"62 | Germania         | Mannheim  | 29 luglio 2016 |
| 7.  | 41"78 | Francia          | Parigi    | 30 agosto 2003 |
| 8.  | 41"90 | Costa d'Avorio   | Budapest  | 25 agosto 2023 |
| 9.  | 41"92 | Bahamas          | Siviglia  | 29 agosto 1999 |
| 10. | 42"00 | Unione Sovietica | Mosca     | 15 agosto 1985 |